# Milestone Mo-Tel
Pour les articles homonymes, voir Milestone et Milestone Hotel.
Le Milestone Mo-Tel est un motel situé à San Luis Obispo, en Californie. Ouvert le 12 décembre 1925, il est le tout premier motel du monde mais est en ruines,

## Concept
L'émergence et la popularisation de l'automobile aux États-Unis au début du XXe siècle ont donné des idées à bien des propriétaires de voitures, au-delà du simple usage citadin de leur véhicule. À cause de l'état des routes de l'époque, de la vitesse et de la fiabilité des automobiles, il fallait souvent deux jours de conduite ininterrompue pour parcourir les quelque six cent cinquante kilomètres qui séparent alors Los Angeles de San Francisco. C'est donc entre ces deux villes, à San Luis Obispo sur l'U.S. Route 101, que le Mistone Mo-Tel est construit.
Seules les destinations situées à moins d'une soixantaine de kilomètres pouvaient être envisagées si le conducteur voulait rentrer le jour même. Les trajets plus longs nécessitaient une ou plusieurs nuits de repos. S'ils n'avaient pas pris leurs dispositions avant de partir, ou choisi de faire halte dans des endroits disposant d'un hôtel ou d'une auberge, les voyageurs devaient alors chercher un endroit où planter leur tente, ou dormir dans leur véhicule.
Le manque d'équipements destiné aux automobilistes qui n'avaient besoin que d'un séjour très court — souvent une seule nuit — inspira de nombreux entrepreneurs. C'est la volonté de combiner la commodité d'un terrain de camping avec le confort d'un hôtel qui a donné naissance au motel.
L'architecte du Milestone Mo-Tel, Arthur Heineman (en), choisit San Luis Obispo pour y implanter son motel. L'emplacement de l'établissement, situé à mi-chemin entre Los Angeles et San Francisco sur l'U.S. Route 101, permettait aux automobilistes de diviser leur voyage en deux, et de passer une nuit confortable,.

## Architecture
Le plan original du Milestone Mo-Tel comprenait à la fois des bungalows et des chambres classiques, avec un parking pour chaque, voire pour certaines un garage privatif. Le tout devait être complété par une laverie, une épicerie et un restaurant.
Chaque chambre disposait de sa propre salle d'eau avec douche, permettant ainsi d'atteindre un confort et une intimité inexistants dans les campings.
Le Milestone Mo-Tel a connu plusieurs agrandissements au cours de son existence.
L'extérieur des bâtiments est calqué sur le modèle des missions espagnoles de Californie. La tour à trois niveaux est une copie de celle de la mission San Luis Rey de Francia à Oceanside.

## Histoire
La construction du motel coûte 80 000 $ en 1925. À l'ouverture, la nuit est facturée  1,25 $.
Arthur Heineman et son frère Alfred créent la Milestone Interstate Corporation afin de pouvoir lever des fonds auprès d'investisseurs extérieurs. L'objectif de la compagnie est de construire une chaîne de dix-huit motels, à des intervalles d'environ deux cent cinquante kilomètres pour répondre au développement de l'automobile en Californie, dans l'Oregon et dans l'État de Washington. Le Milestone Mo-Tel est destiné à être le premier établissement de la future chaîne.
Heineman ne parvient pas à faire enregistrer le terme motel en tant que marque, ce qui permet à ses concurrents de l'utiliser. Une compétition féroce commence alors entre les différents propriétaires de motels, certains proposant des établissements au design plus sobre, avec moins de services, et surtout à un coût inférieur. Le motel des frères Heineman ne parvient pas à s'extraire du lot.
La Grande Dépression met fin au rêve de chaîne hôtelière des frères Heineman. Les investisseurs se raréfient, et les frères perdent leur motel à la suite d'une saisie immobilière.

## Aujourd'hui
Le motel, alors rebaptisé Motel Inn, a fermé en 1991.
Il a depuis été racheté par l'hôtel The Apple Farm (en), dont il est devenu le bâtiment administratif,.
Il est situé au bout de Monterey Street, à proximité de l'embranchement de l'U.S. Route 101. Plusieurs bâtiments du motel ont été rasés en 2006, et il ne reste aujourd'hui que deux bâtiments d'origine, notamment la tour à trois niveaux.